# Ruta del Condado de Imperial S80
La Ruta del Condado de Imperial S80 o la Imperial County Route S80 es una ruta de condado en el condado de Imperial, California. Anteriormente fue parte de la U.S. Route 80, en la cual actualmente ya no entra al estado. La S80 viaja sobre el condado de Imperial por  34,46 millas (55,5 km) hacia el Río Colorado cerca de Yuma, Arizona.